# Funke Akindele

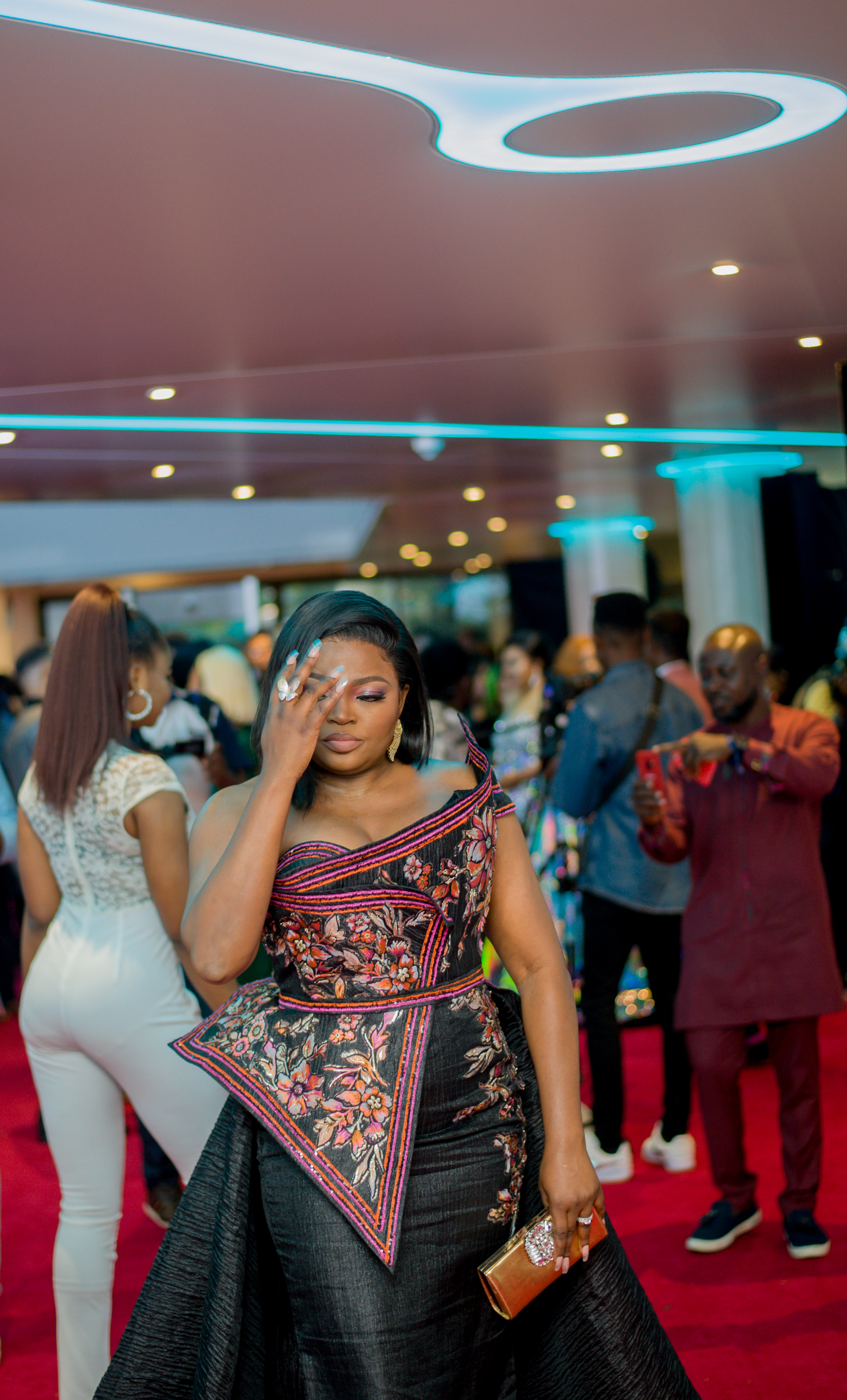
Funke Akindele (2020)

Akindele Olufunke Ayotunde (* 24. August 1976 in Ikorodu, Lagos) in der Öffentlichkeit weitläufig bekannt als Funke Akindele ist eine nigerianische Filmschauspielerin, Drehbuchautorin und Filmproduzentin. Sie ist bekannt für die von ihr produzierte und geschriebene Sitcom Jenifa's Diary. Akindele wirkt in englischsprachigen sowie yorubischen Filmen mit. 

## Frühe Jahre
Akindele kam 1976 als zweites von insgesamt vier Geschwistern (zwei Schwestern und ein Bruder) als Tochter einer Ärztin und eines Schuldirektors auf die Welt. Nach der Schule studierte Akindele Massenkommunikation in Ogun, sowie Jura an der University of Lagos. Letztlich entschied sich Akindele trotz des erfolgreichen Abschließens beider Studiengänge für eine Karriere in Film und Fernsehen.

## Karriere
Akindele erhielt ihre erste Schauspielrolle 1997 in dem Film Unclad Wire, wo sie eine Kellnerin mimte. Der große Durchbruch sollte ihr aber erst ein Jahr später in der nigerianischen Sitcom I Need To Know glücken, wo sie Bisi, eine hochintelligente Schülerin, spielte. Die Sitcom lief von 1998 bis 2001 über vier Staffeln. Seitdem ist sie auch in vielen Spielfilmen tätig wie unter anderem Okun Ife Yi (2007), Jenifa (2009), Maami (2011), Jenifa 2 (2012), Jenifa 3: The Return (2013) und Pains of Rebecca (2014). Der von ihr konzipierte Film Jenifa und seine Sequels waren so erfolgreich, dass sie nicht nur den African Movie Academy Award für Beste Schauspielerin erhielt; der Erfolg führte auch dazu, dass 2015 eine Spin-off-Serie Jenifa's Diary folgte, welche mittlerweile bereits in der achten Staffel läuft.
Im Jahr 2022 wurde sie in die Academy of Motion Picture Arts and Sciences (AMPAS) berufen, die alljährlich die Oscars vergibt.
2023 wurde Battle on Buka Street über zwei rivalisierende Freiluftköchinnen der erfolgreichste Nollywood-Film aller Zeiten. Akindele übernahm hier Regie und war Hauptdarstellerin.
2024 übertraf Akindeles Nachfolgewerk, A Tribe called Judah, den kommerziellen Erfolg von Buka Street. Auch hier war sie Regisseurin und Hauptdarstellerin. Der Kassenerfolg, der ein versöhnliches Licht auf die multi-ethnische Gesellschaft Nigerias wirft, war trotz der herrschenden Wirtschaftskrise des Landes der erste Film, der bereits am Eröffnungswochenende Kinokarten für eine neunstellige Naira-Summe verkaufen konnte (113 Millionen Naira, etwa 100.000 Euro). Er war zudem der erste Nollywood-Film, der mehr als 1 Milliarde Naira Erlös einfuhr (knapp 1 Million Euro).

## Privatleben
Akindele war von 2012 bis 2013 mit Kehinde Almaroof Oyedele verheiratet. Der Immobilienmakler Oyedele wurde als Playboy mit vielen unehelichen Kindern beschrieben. Nach der Scheidung, heiratete Akindele den nigerianischen Rapper Abdul Rasheed Bello, bekannt unter dem Pseudonym JJC, in London im Jahre 2016. 